# 伊特尼蒂山脈

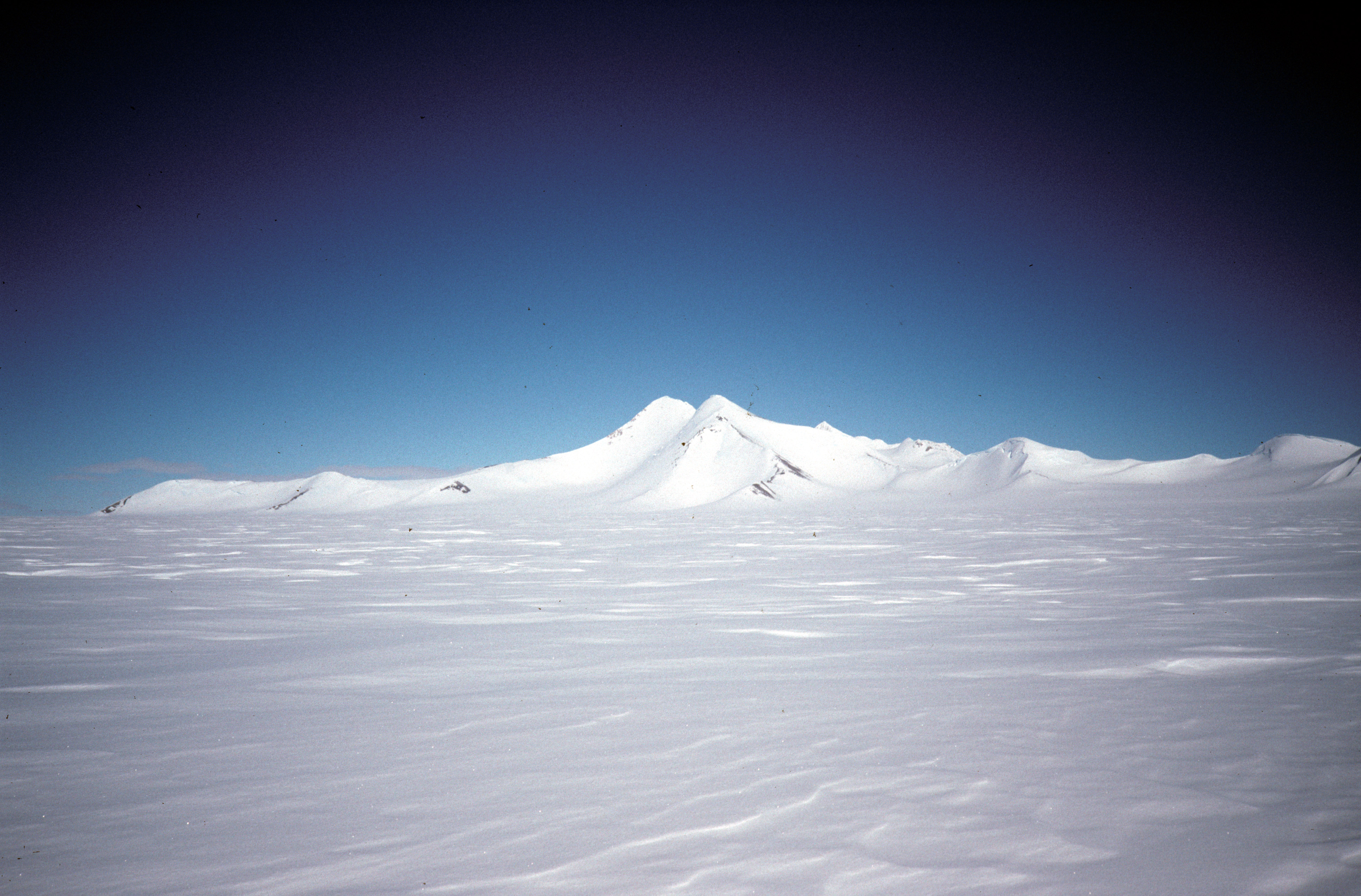

伊特尼蒂山脈（英語：Eternity Range）是南極洲的山脈，位於帕爾默地，全長45公里，最高點海拔高度2,860米，英國探險隊在1936年11月測量該山脈，現時由南極條約體系管理。